# クリニカ
クリニカ（Clinica）はライオンが1981年から発売しているオーラルケア製品。

## 略史
シリーズの原点とも言われる「クリニカライオン」が発売されたのは1981年。虫歯の原因である歯垢（プラーク）を酵素のデキストラナーゼ（DEX）で分解する虫歯予防ハミガキとして発売を開始した。
1985年に、「クリニカD.F.C.ライオン」にリニューアルされた際、子供用が設定された。
1994年にプラークコントロールに重点を置いた「PCクリニカ」の発売を開始。このとき、ラインナップの範囲を広げ、ハブラシ、歯間清掃具などを発売。また、2003年3月からは当時、歯科医師の間で注目されていた「ムシ歯リスク」に着目したサブブランド「ムシ歯になりやすい人のクリニカ」を発売し、既存の「PCクリニカ」とあわせた2つのライン構成を展開していた。1994年のリニューアル直前までパッケージには「ハブラシはビトイーンライオン」の表記があったが、CMに出演していた中井貴恵などのハブラシは「リストライオン」を使用していた。
2004年にはハブラシや歯間清掃具を「クリニカ」に移行、2005年にはシリーズ内の子供用アイテムをひとまとめにした「クリニカKid's」シリーズを発売。ディズニーとのライセンス契約により、「ミッキーマウスシリーズ」をパッケージに採用した。
2007年の全面リニューアルで「PCクリニカ」・「ムシ歯リスクをケアするクリニカ」を「クリニカ」に統合し、パッケージデザインが統一された。

## 沿革
- 1981年 - 「クリニカライオン」発売。
- 1985年 - プラーク付着防止成分クロルヘキシジンとフッ素を配合し、「クリニカD.F.Cライオン」としてリニューアル発売。
- 1994年9月 - プラークコントロールの考え方を取り入れ「PCクリニカライオン」としてリニューアル発売。併せてハブラシが追加される。
- 2001年9月 - 「PCクリニカライオン」のパッケージをリニューアル。
- 2003年3月 - ムシ歯のなりやすさに着目し、歯の再石灰化を高めるハミガキ「ムシ歯になりやすい人のクリニカライオン」を発売。
- 2004年
  - 2月
    - 「PCクリニカライオン」に殺菌成分トリクロサンを配合しリニューアル発売。
    - 従来の「PCクリニカライオンハブラシ」に替わり、「クリニカハブラシ」を発売。ラインナップは3列・4列・乳歯期用・生え替わり期用の4タイプで、乳歯期用と生え替わり期用にはミッキーマウスのデザインを採用。
    - スポンジフロス、ダブルフロス、電動ハブラシを追加発売。
    - 「ムシ歯になりやすい人のクリニカライオン」に「さくらミント」と子供用の「Kid's（ミッキーマウスのデザインを採用）」を追加。併せて「デンタルリンス」を発売。

  - 9月 - 「ムシ歯になりやすい人のクリニカ」シリーズを「ムシ歯リスクをケアするクリニカ」シリーズに名称変更。同年11月にはデンタルリンスに大容量900ml入りを追加。
- 2005年
  - 4月 - 「ムシ歯リスクをケアするクリニカ デンタルリンス」を改良。新たに殺菌成分CPC（塩化セチルピリジニウム）を配合。
  - 8月
    - ハブラシを改良。「フラット」と「ドーム」の2タイプに。
    - 歯の再石灰化を高める新処方を採用し、「ムシ歯リスクをケアするクリニカ」を改良。新たに「クールミント」を追加。
    - 「こどもPCクリニカライオン」・「ムシ歯リスクをケアするクリニカ」のハミガキと「クリニカハブラシ」の子供用を統合・移行し、新たに「クリニカKid's」シリーズとして発売。ハミガキは「ムシ歯リスクをケアするクリニカKid's」を改良したもので、オレンジソーダとスッキリピーチの2香味に。ハブラシには仕上げみがき用を追加して3タイプとなり、新たにデンタルリンスを追加。デンタルリンスもジューシーグレープとスッキリピーチの2香味とした。
- 2006年
  - 2月
    - 「PCクリニカライオン」を改良。プラーク付着抑制効果を向上し、新たに「フレッシュミント」を追加。
    - 「ムシ歯リスクをケアするクリニカ デンタルリンス」は商品名を「ムシ歯リスクをケアするクリニカ デンタルリンス ナイトタイムケア（液体歯磨）」に変更し、パッケージリニューアル。新たに、すすぐだけでムシ歯・口臭を防ぐ洗口液「クリニカデンタルウォッシュ クイックケア」を発売。

  - 9月
    - ハブラシに「パワーフロント」を追加し、「スタンダード」と「ドーム」はパッケージを変更。
    - ピックタイプのデンタルフロス「フロス&スティック」、「PCクリニカライオン」のミニサイズ「クリニカハブラシ」の4列スタンダードをハードケースに封入した携帯用セット「オフィス&スタイル」発売。
- 2007年
  - 9月
    - シリーズの全面改良を行い、「クリニカ」に統一。
    - ハミガキは「PCクリニカライオン」から22年ぶりに「クリニカライオン」に、「ムシ歯リスクをケアするクリニカライオン」は「クリニカ ムシ歯プロテクトライオン」にそれぞれ変更。前者は新たに洗浄成分SHC（炭酸水素ナトリウム）を配合し、「酵素Wash!」の愛称がつけられた。従来の製品には「マイルドミント」の香味名がつき、「フレッシュミント」は箱入り150gが無くなる代わりに箱入り40gを追加。後者は殺菌成分LSS（ラウロイルサルコシンナトリウム）とイオンコート成分を配合。香味は「ベルガモットミント」に替わり、「ハーブミント」を追加（「クールミント」は継続設定）。
    - デンタルリンスはLSSを新配合した「デンタルリンス 長時間ピュアコート（液体歯磨）」となり、「デンタルウォッシュ クイックケア（洗口液）」はパッケージデザインを変更。
    - ハブラシは新たに「ポイントフロス」を追加するとともに、既存3アイテムもパッケージデザインを変更（「スタンダード」は「フラット」に名称変更）。

  - 12月 - スポンジフロス・ダブルフロス・フロス&スティックのパッケージデザインを変更。
- 2008年3月 - 「クリニカKid's」シリーズのパッケージを「ミッキーマウスクラブハウス」のデザインに一新。ハミガキには「ジューシーグレープ」を追加し、3香味となる。
- 2009年8月 - 「歯のチカラを育てるために」をブランドコンセプトに、シリーズを一新。
  - ハミガキは「クリニカ ムシ歯プロテクトライオン」から「クリニカ アドバンテージ」に名称を変更。ビタミンEを配合。香味は「ハーブミント」に替わり、「シトラスミント」を設定し、「クールミント」には携帯用の30gを追加。「クリニカ」も歯垢除去力を高めた新処方となり、内容量を変更（40g→34g、150g→130g）。34g入りはマイルドミントのみの設定となった。
  - 「デンタルリンス 長時間ピュアコート」と「デンタルウォッシュ クイックケア」はパッケージを変更。
  - ハブラシもパッケージデザインをリニューアルし、ハンドルカラーをビビッドトーンに変更。
- 2010年2月 - 「クリニカ アドバンテージ」に「ソフトミント」を、「クリニカKid'sデンタルリンス」に「オレンジソーダ」をそれぞれ追加。
- 2011年2月 - 「クリニカKid's ハブラシ」の仕上げみがき用と仕上げみがきジェルがセットになった「クリニカKid's 仕上げみがきセット」を発売。同時に既存の「クリニカKid's」シリーズ全品もディズニーキャラクターのパッケージに刷新。
- 2012年2月
  - 「クリニカ エナメルパール」を発売。
  - 「クリニカハブラシ」はリニューアルを行い、ラインナップを「フラット」から改名した「フラットカット（3列・4列）」と新設の「3Dカット（4列）」の2タイプに集約。ラバー付グリップが採用され、従来は「ふつう」のみだった毛のかたさも「かため」を追加設定した。
  - 「デンタルリンス 長時間ピュアコート」・「デンタルウォッシュ クイックケア」のパッケージをリニューアル。
- 2013年
  - 2月 - スーパースリム形状の歯ブラシ「クリニカ アドバンテージ ハブラシ」を発売。
  - 3月
    - ジェルタイプの子供用ハミガキ「クリニカKid's ジェルハミガキ」を発売。
    - 「クリニカ」の歯みがきとハブラシをソフトケースに封入した携帯用セット「クリニカトラベルセット」を発売。
    - 「クリニカハミガキ」・「クリニカ アドバンテージ」のパッケージをリニューアル。
- 2014年
  - 2月
    - 「予防歯科から生まれた」を新たなブランドコンセプトに掲げ、「エナメルパール」を除く全製品を一新。
    - 「クリニカハミガキ」・「クリニカ アドバンテージハミガキ」は「高密着フッ素処方」を採用し、さらに、「クリニカ アドバンテージハミガキ」は歯石の沈着を防ぐ効果をプラスした。なお、「クリニカハミガキ マイルドミント」のミニサイズは内容量を変更した（34g → 30g）
    - 「デンタルリンス 長時間ピュアコート」は「アドバンテージ」ラインに移行して「アドバンテージ デンタルリンス」に改名し、従来からのノンアルコール処方の「低刺激タイプ」に加え、アルコールを配合した「すっきりタイプ」を追加して2タイプとなる。
    - 「デンタルウォッシュ クイックケア」は「クイックウォッシュ」に改名してパッケージデザインを変更し、450ml入りは「アドバンテージ デンタルリンス」と同じワンタッチキャップを採用した。
    - ホルダー付デンタルフロス「アドバンテージ デンタルフロス Y字タイプ」を発売。
    - その他、ハブラシ全製品、「トラベルセット」、「スポンジフロス」、「ダブルフロス」、「フロス&スティック」、「クリニカKid's」全製品のパッケージもリニューアルし、「スポンジフロス」は「アドバンテージ」ラインへ移行。

  - 4月 - 唯一旧ロゴのまま発売されていた「エナメルパール」を、「輝く美白」のコピーを掲げてパッケージデザインを一新し、リニューアル発売。
  - 8月 - 「アドバンテージハブラシ」に「やわらかめ」を追加発売。
  - 9月 - 「エナメルパール」に数量限定品「ネロリミント」を発売。
- 2015年
  - 1月 - 「エナメルパール」に数量限定品「レモンジンジャー」を発売。
  - 2月 - フッ素配合ジェル「アドバンテージ デンタルジェル」[1]とワンタフトブラシ「アドバンテージ デンタルタフト」[2]を発売。
  - 7月 - 「エナメルパール」に数量限定品「ティアレフラワーミント」を発売[3]。
  - 9月 - 「Kid'sハミガキ」・「Kid'sデンタルリンス」の新フレーバー「フレッシュいちご」を発売。
- 2016年
  - 2月 - 
    - 「アドバンテージ ハミガキ」、「アドバンテージ デンタルリンス」をリニューアル発売。「アドバンテージ ハミガキ」は歯垢分散成分「TDS（テトラデセンスルホン酸ナトリウム）」を、「アドバンテージ デンタルリンス」はコーティング剤（グリセロリン酸カルシウム）をそれぞれ配合した。
    - 併せて、「クリニカ ハミガキ」にも歯垢分散成分TDSを配合する処方改良を行った。

  - 6月 - 「エナメルパール」に数量限定品「エルダーフラワーミント」を発売[4]。
  - 8月 - 「アドバンテージ ハブラシ」に3列を追加発売。3列の追加発売に伴い、既存ラインナップは4列の名称が付く。
- 2017年
  - 2月 - 
    - 「クイックウォッシュ」をリニューアル。組成を変更し、ノンアルコールタイプとなる。
    - 「Kid's」シリーズを刷新。ハブラシは年齢によって異なる設計を採用し、従来の「乳歯期用」から細分化した「0-2歳用」と「3-5歳用」は側面方向にハンドルが曲がる「安全ハンドル」を、「生え替わり期用」から名称変更した「6-12歳用」と「仕上げみがき専用」は約2.6mmの極薄ヘッドをそれぞれ採用。ジェルハミガキは「いちご」を追加発売し、「グレープ」をパッケージリニューアル。ハミガキ・デンタルリンスもパッケージリニューアルして香味名を変更した。

  - 6月 - 「アドバンテージ ハミガキ」をリニューアル。フッ素濃度を従来品の約1.5倍にあたる1,450ppmに高濃度化した（フッ素の高濃度化に伴い、6歳未満の子供への使用が不可となる）。
  - 7月 - 「アドバンテージ デンタルジェル」を「アドバンテージ コートジェル」に改名しリニューアル。「アドバンテージ ハミガキ」同様、フッ素濃度を従来品の約1.5倍にあたる1,450ppmに高濃度化した（フッ素の高濃度化に伴い、6歳未満の子供への使用が不可となる）。
  - 9月 - ムシ歯予防薬「フッ素メディカルコート」を発売（「クリニカ」ブランド初のOTC医薬品であり、発売当時、ライオンでは初めてとなる要指導医薬品でもあった）。
- 2018年7月 - 「アドバンテージ なめらかスリムフロス」を発売。併せて、「アドバンテージ スポンジフロス」と「アドバンテージ デンタルフロス Y字タイプ」はパッケージデザインを変更するリニューアルが行われる。
- 2019年
  - 2月 - 知覚過敏症状まで対応した薬用ハミガキ「アドバンテージ NEXT STAGE ハミガキ」を発売。併せて、「アドバンテージ ハミガキ」と「アドバンテージ デンタルリンス」をパッケージリニューアル。
  - 7月 - 「アドバンテージ NEXT STAGE ハブラシ」を発売。併せて、「アドバンテージ デンタルフロスY字タイプ」に30本入りが追加発売され、「アドバンテージ NEXT STAGE ハミガキ」と「アドバンテージ ハブラシ」がパッケージリニューアル、「ダブルフロス」と「フロス&スティック」は「アドバンテージ」ラインへ移行となり、歯間清掃具は全製品「アドバンテージ」ラインとなった。
  - 11月 - 「クリニカ マイルドミント」に法人向けノベルティサイズの55g箱を追加。
- 2020年
  - 2月 - 薬用ハミガキ「アドバンテージ NEXT STAGE +ホワイトニング ハミガキ」を発売。同時期に「アドバンテージ NEXT STAGE ハミガキ」を「アドバンテージ NEXT STAGE +知覚過敏ケア ハミガキ」に改名し、パッケージリニューアル。
  - 7月 -
    - 「アドバンテージ NEXT STAGE ハブラシ」に「やわらかめ」を追加発売。
    - 「アドバンテージ なめらかスリムフロス」に赤城乳業が発売するアイスキャンデー「ガリガリ君」の香味を再現し、パッケージやフロスケースのシールにもガリガリ君のイラストが描かれた「ガリガリ君コーラ香味」を数量限定で発売（ケースカラーはピンクのみ）[5]。
- 2021年
  - 1月 - 「アドバンテージ NEXT STAGE」（+知覚過敏ケア ハミガキ、+ホワイトニング ハミガキ、ハブラシ）と「フッ素メディカルコート」のパッケージデザインが変更され、「アドバンテージ NEXT STAGE」はシリーズ名を「NEXT STAGE」へ改名。
  - 7月 - 「NEXT STAGE ハブラシ」に3列超コンパクト・3列コンパクトを追加発売[6]。
  - 9月 - 「アドバンテージ +ホワイトニング ハミガキ」を発売[7]。
  - 10月 - 電動ハブラシ向け（電動ハブラシ以外のハブラシでも使用可）のジェルハミガキ「アドバンテージ ジェルハミガキ」を発売[8]。
- 2022年
  - 4月 - 小中学生向けの新シリーズ「クリニカJr.」を立ち上げ、ハミガキとデンタルリンスを発売。同時に「クリニカKid's」のハミガキとデンタルリンスのラインナップをグレープといちごの2種類に絞り、パッケージデザインをリニューアル[9]。
  - 7月 - 「NEXT STAGE ハブラシ」のパッケージデザインを変更してリニューアルし、「PRO ハブラシ」へ改名[10]。
  - 8月 - 「PRO オールインワン(7大リスクケア)」を発売。同時に「NEXT STAGE +ホワイトニング ハミガキ リフレッシュミント」と「NEXT STAGE +知覚過敏ケア ハブラシ リラックスミント」を「PRO ホワイトニング」と「PRO 知覚過敏ケア」にそれぞれ改名し、内容量を増量してリニューアル[10]。
- 2023年4月 - 「LION電動アシストブラシ 付替ブラシ クリニカ アドバンテージ」を発売[11]。

## 製品ラインナップ
ハミガキ
- クリニカ アドバンテージ ハミガキ【医薬部外品】 - クールミント、シトラスミント、ソフトミントの3種類のフレーバーがあり、クールミントは130gタテ型に加え、30g箱も設定される。
- クリニカ アドバンテージ +ホワイトニング ハミガキ【医薬部外品】 - クリアミントとシトラスミントの2種類のフレーバーがある。
- クリニカPRO オールインワン(7大リスクケア)【医薬部外品】 - フレッシュクリーンミントとリッチシトラスミントの2種類のフレーバーがある。箱入りで容量は95g。
- クリニカPRO ホワイトニング【医薬部外品】 - フランボワーズをベースにしたリフレッシュミントの香味。箱入りで、内容量が「NEXT STAGE +ホワイトニング ハミガキ」の87gから95gに増量された。
- クリニカPRO 知覚過敏ケア【医薬部外品】 - キンモクセイをベースにしたリラックスミントの香味。箱入りで、内容量が「NEXT STAGE +知覚過敏ケア ハミガキ」の90gから95gに増量された。
- クリニカ ハミガキ【医薬部外品】 - マイルドミントとクールミントの2種類のフレーバーがあり、マイルドミントは130gタテ型に加え、30g箱、130g箱も設定される。また、法人向けノベルティ限定サイズの55g箱も設定される。
- クリニカ エナメルパール【医薬部外品】 - 美白系タイプ。ホワイトフローラルミントとフレッシュシトラスミントの2種類のフレーバーがある。
- クリニカKid's ジェルハミガキ【医薬部外品】 - ジェル状タイプ。グレープといちごの2種類のフレーバーがある。本品は以前、「仕上げみがきセット」として仕上げみがき用ハブラシとのセット品で発売されていたが、内容量を増量（50g→60g）し、開始時期の歯みがきにも使用可能にする為に単独製品となった。
- クリニカKid's ハミガキ【医薬部外品】 - 「こどもPCクリニカ」と「ムシ歯リスクをケアするクリニカKid's」を実質受け継ぐ子供向け。いちご（「フレッシュいちご」から改名）とグレープ（「ジューシーグレープ」から改名）の2種類のフレーバーがある。容量は60g。
- クリニカJr. ハミガキ【医薬部外品】 - 小・中学生向け。香料に天然ミントを配合し、シトラスと掛け合わせたミント香味。容量は60g

ハブラシ
- クリニカ アドバンテージ ハブラシ - ヘッド形状はスリム形状の「3列」と先細形状の「4列」の2種類があり、それぞれに「超コンパクト」と「コンパクト」の2種類のヘッドサイズを設定。毛のかたさは「やわらかめ」と「ふつう」、「4列」には「かため」も設定される。
- クリニカ アドバンテージ デンタルタフト
- クリニカPRO ハブラシ - 力を入れすぎた時に音が鳴る「お知らせアラーム」機構を備えたタイプ。「アドバンテージ ハブラシ」同様、ヘッド形状はスリム形状の「3列」と先細形状の「4列」の2種類があり、それぞれに「超コンパクト」と「コンパクト」の2種類のヘッドサイズを設定。毛のかたさは「やわらかめ」と「ふつう」の2種類。
- クリニカ ハブラシ - ラインナップは「フラットカット」と「3Dカット」の2種類があり、「フラットカット」は「3列」と「4列」の2種類を設定する（「3Dカット」は「4列」のみの設定）。
- クリニカKid's ハブラシ - 子供向け。「0-2歳用」、「3-5歳用」、「6-12歳用」、「仕上げみがき専用」の4種類があり、このうち、「0-2歳用」と「3-5歳用」にはディズニーキャラクター（「0-2歳用」はベビーミッキーとベビーミニー、「3-5歳用」はミッキーマウスとミニーマウス）を採用する。
- クリニカ トラベルセット - 「クリニカ ハミガキ マイルドミント」と「クリニカ ハブラシ フラットカット 3列 ふつう」をファスナー付ソフトケースに封入した携帯用セット。本品は以前販売されていた「エルパック トラベルセット」のリニューアル品（ハブラシを「ビトイーンライオン コンパクト」から「クリニカ ハブラシ フラットカット 3列」に差し替え）でもあるため、パッケージに「エルパック」のロゴも記載されていたが、2014年2月のリニューアルに伴って「エルパック」のロゴが無くなった。また、「クリニカ」ブランドの携帯用セットはハードケースに封入していた「クリニカ オフィス&スタイル」以来の製品である。

電動歯ブラシ
- LION電動アシストブラシ 付替ブラシ クリニカ アドバンテージ - 「LION電動アシストブラシ」の付替ブラシ。「システマ/システマ ハグキプラス 音波アシストブラシ」の本体にも装着可能。ヘッドサイズは「超コンパクト」と「コンパクト」の2種類で、毛のかたさは「ふつう」のみ。2個入り。「クリニカ」に電動歯ブラシ用の付替ブラシが発売されるのは「クリニカ 電動歯ブラシ 付替ブラシ」の製造終了以来約15年ぶりとなる。

デンタル用品
- クリニカ アドバンテージ デンタルフロス Y字タイプ - Y字型ホルダータイプ。ハンドルカラーは白・青・ピンクの3色で、1セットで全色がすべて封入されている。18本入り（3色各6本）と30本入り（3色各10本）の2容量で、30本入りはチャック付スタンドパウチ包装となる。
- クリニカ アドバンテージ なめらかスリムフロス - ロールタイプ（ポリエステルとナイロンの複合糸を使用）。ケースは角型で、カラーは3色。
- クリニカ アドバンテージ スポンジフロス - ロールタイプ（唾液に触れるとスポンジ状に膨らむ特徴がある）。ケースは丸みのある形状。2018年7月のパッケージリニューアルで、カラーバリエーションが「アドバンテージ なめらかスリムフロス」と統一され、ブルー・クリア・ピンクの3色となった。
- クリニカ アドバンテージ ダブルフロス - 個包装のダブルアーチヘッド型ホルダータイプ。「アドバンテージ」ラインへの移行に伴い、外箱の中央にミシン目が入り、上部を外してスタンドケースとしての使用が可能となった。20本入り。「ダブルフロス」発売当初より設定されていた10本入りは2017年3月に製造を終了した。
- クリニカ アドバンテージ フロス&スティック - かきとりスティック付ホルダータイプ。30本入り。

デンタルリンス
- クリニカ アドバンテージ デンタルリンス【医薬部外品】 - メディカルハーブの香味でアルコール配合の「すっきりタイプ」と、シトラスハーブの香味でアルコール無配合の「低刺激タイプ」の2種類の香味があり、それぞれに450mlとポンプ式の900mlの2容量を設定する。本品は液体歯磨に分類される。
- クリニカ クイックウォッシュ【医薬部外品】 - 450ml入りと携帯用サイズの80ml入りの2サイズを設定する。本品は洗口液に分類される。当初はアルコール配合だったが、2017年2月のリニューアルでアルコール無配合となった。
- クリニカKid's デンタルリンス【医薬部外品】 - ノンアルコールタイプの子供向け。いちご（「フレッシュいちご」から改名）とグレープ（「ジューシーグレープ」から改名）の2種類のフレーバーがあり、ハミガキとフレーバーを統一している。本品は液体歯磨に分類される。
- クリニカJr. ハミガキ【医薬部外品】 - ノンアルコールタイプの小・中学生向け。香料に天然ミントを配合し、シトラスと掛け合わせたミント香味。本品は液体歯磨に分類される。

ムシ歯予防薬
- クリニカ フッ素メディカルコート【第3類医薬品】 - フッ化物洗口剤。ノンアルコールタイプのライチミント香味。2019年9月にリスク区分が変更された。

法人向けノベルティ
- クリニカ デンタルセット - ハミガキ2種類（ハミガキ マイルドミント・アドバンテージ ハミガキ クールミント）とハブラシ（フラットカット 3列 ふつう）2本を詰め合わせたセット品。CDS-10Eのみの設定。

### 製造終了品
- クリニカ - 初代のクリニカで、現在の「クリニカ」とは別。
- クリニカDFC
- こどもクリニカDFC
- PCクリニカ
- クリニカ 酵素Wash!
- ムシ歯リスクをケアするクリニカ - 2006年2月から2007年9月まで発売。「ベルガモットミント」と「クールミント」の2種類。容量は130g。
- クリニカ ムシ歯プロテクト - 2007年9月から2009年8月まで発売。「バーブミント」と「クールミント」の2種類。容量は130g。「クリニカアドバンテージ」へ継承。
- クリニカ アドバンテージ コートジェル【医薬部外品】 - ジェルタイプ。2019年9月製造終了
- クリニカKid's 仕上げみがきセット【医薬部外品】 - 透明ジェルタイプのハミガキと前述の「クリニカKid's ハブラシ 仕上げみがき用」を同梱したセット品。ジェルタイプのハミガキは前述の「クリニカKid's ジェルハミガキ」として単独製品化。
- クリニカ オフィス&スタイル - 「PCクリニカライオン」と「クリニカハブラシ 4列スタンダード」をハードケースに封入した携帯用セット。携帯用セットそのものは「クリニカ トラベルセット」として復活している。
- クリニカ 電動ハブラシ、替えブラシ - 2008年3月製造終了
- クリニカハブラシ（ドーム、パワーフロント、ポイントフロス） - 2012年3月製造終了
- クリニカハブラシ（フラットカット3列 かため、フラットカット4列 かため、3Dカット かため） - 2021年9月製造終了
- クリニカ NEXT STAGEハブラシ - 2022年7月に製造終了し、「クリニカPRO ハブラシ」へ移行。
- クリニカKid's ハミガキ
  - オレンジソーダ - 2015年10月製造終了
  - ピーチ - 2022年4月製造終了
- クリニカKid's デンタルリンス
  - オレンジソーダ - 2015年10月製造終了
  - ピーチ - 2022年4月製造終了

## CM出演者
- 中井貴恵（1983年 - 1993年）
- かとうかずこ（1994年 - 2001年）
- 石田ゆり子（2001年 - 2002年）※1990年代前半、花王『クリアクリーン』『チェック』（ハブラシ）『メリット』のCMに出演
- 茂森あゆみ（2002年 - 2004年）
- 田中律子（2004年2月28日 - 2005年）
- 森高千里（ムシ歯リスクをケアするクリニカ、2006年2月22日 - 同年）
- 岡井明日菜（2006年2月22日 - 同年）
- 小山田サユリ（デンタルリンス クイックケア、2006年2月22日 - 同年）
- 本上まなみ（2007年9月12日 - 2009年）※1995年『ホワイト&ホワイトライオン』の複数出演者の一人として出演
- 榮倉奈々（2009年8月26日 - 2014年）
- 堀北真希（2014年2月11日 - 2017年）
- 上戸彩（2017年2月6日 - ）

## 競合商品
- クリアクリーン（花王） - このシリーズの対抗商品
- オーラツー（サンスター） - このシリーズの対抗商品